# Cosmin Moți
Cosmin Moți est un footballeur international roumain né le 3 décembre 1984 à Reșița. Il évolue au poste de défenseur.

## Carrière

### En club
Le 28 juin 2012, il signe au Ludogorets Razgrad.
Il s'illustre le 27 août 2014 en stoppant deux tirs au but des Roumains du Steaua Bucarest, envoyant par là son club en phases de poules de la Ligue des Champions. Moti a dû suppléer son gardien Stoyanov, expulsé à la 119e minute alors que l'entraineur du Ludogorets Razgrad avait déjà effectué ses trois changements.
Le 15 mai 2015 est inauguré la nouvelle tribune de la Ludogorets Arena qui porte son nom.

### En sélection
Il fait ses débuts avec la sélection roumaine le 31 mai 2008, lors d'un match amical contre le Monténégro. Il est appelé parmi la sélection des 23 lors de l'Euro 2008 et de l'Euro 2016.

## Palmarès

### Club
Dinamo Bucarest
- Champion de Roumanie en 2007.
- Vainqueur de la Supercoupe de Roumanie en 2005.
- Vainqueur de la Coupe de Roumanie en 2012.

 Ludogorets Razgrad
- Champion de Bulgarie en 2013, 2014, 2015, 2016, 2017, 2018, 2019, 2020 et 2021.
- Vainqueur de la Coupe de Bulgarie en 2014.
- Vainqueur de la Supercoupe de Bulgarie en 2012, 2014, 2018 et 2019.

### Récompenses individuelles
- Meilleur joueur étranger du Championnat de Bulgarie en 2014.
- Meilleur défenseur du Championnat de Bulgarie en 2014 et 2015.